# Pleurobema beadleianum
Pleurobema beadleianum är en musselart som först beskrevs av I. Lea 1861.  Pleurobema beadleianum ingår i släktet Pleurobema och familjen målarmusslor. IUCN kategoriserar arten globalt som livskraftig. Inga underarter finns listade i Catalogue of Life.